# Commission de la jeunesse et des sports de l'océan Indien
La Commission de la jeunesse et des sports de l'océan Indien, ou CJSOI, est une organisation internationale du sud-ouest de l'océan Indien. Créée en 1988, elle organise les Jeux de la Commission de la jeunesse et des sports de l'océan Indien.